# Mooi (Maarten van Roozendaal)
Mooi is een nummer van Maarten van Roozendaal uit 2006. Het was onderdeel van de theatervoorstelling Barmhart en was te vinden op het gelijknamige album van de zanger.

## Achtergrond
Mooi is geschreven door Maarten van Roozendaal en geproduceerd door Edwin Smets en Maarten van Roozendaal. Op het lied spelen de vaste muzikanten Egon Kracht (bas) en Marcel de Groot (gitaar) mee. Het is een Nederlandstalig nummer dat gaat over de schoonheid van de lente. Het lied is naast Red mij niet een van de bekendere nummers van het oeuvre van de artiest. In 2013, het jaar van het overlijden van Van Roozendaal, kwam hij nog met het boek Om te janken zo mooi, waarvan de titel een stuk is van de liedtekst van het lied Mooi.

## Allermooiste Nederlandstalige liedje ooit geschreven
In 2022 hield VPRO 3voor12 de verkiezing voor het "Allermooiste Nederlandstalige liedje ooit geschreven". In deze verkiezing koos een panel van vijftig Nederlandse muzikanten, waaronder Aafke Romeijn, Diggy Dex, Spinvis en leden van Goldband, voor de vijftig mooiste Nederlandstalige nummers. Bij deze verkiezing eindigde Mooi bovenaan de lijst. 